# 第一航空战队
第一航空战队，簡稱一航戰，为大日本帝国海军机动部队之一部。

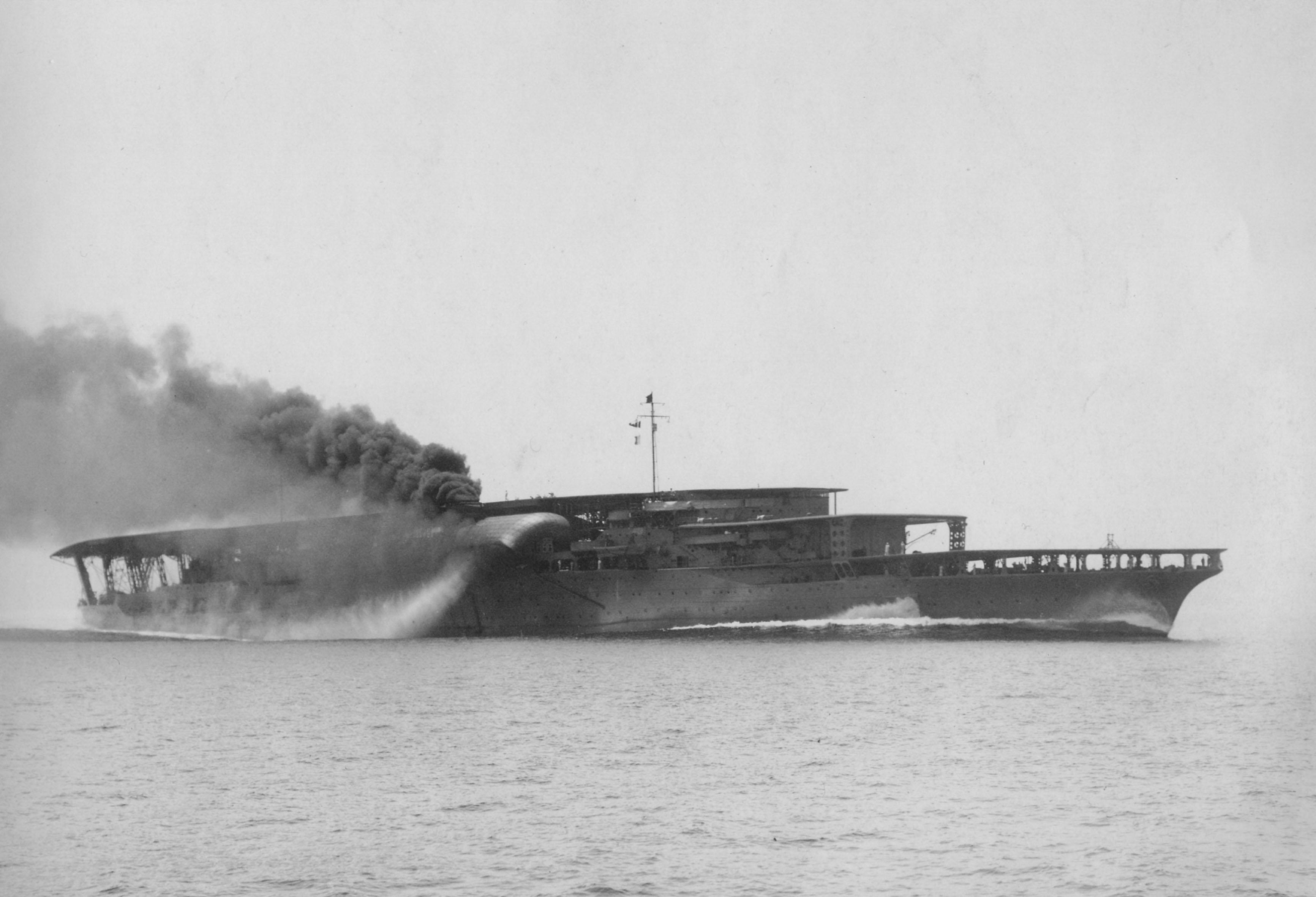
1927年的赤城号航空母舰，此时尚保留着三段式甲板。

## 概要
1928年（昭和3年）4月，“赤城”、“凤翔”与第6驱逐舰队的“梅”号、“楠”号进行了试验性的编队，1929年（昭和4年）4月起，成为了第一舰队的常备编制。当时“赤城”号与“加贺”号均不具备大量的舰载机搭载数，包含“凤翔”号在内，三舰之中，两两轮流来进行战队编组。而及至1931年度，随着水上机母舰“能登吕”号的编入、“赤城”、“加贺”的大规模改装完工、新建“龙骧”号空母的下水服役，最终形成了“‘赤城’单舰·‘加贺’单舰·‘凤翔’+‘龙骧’”这三种编队模式，组成了两个航空战队+预备舰的轮转替换顺序。

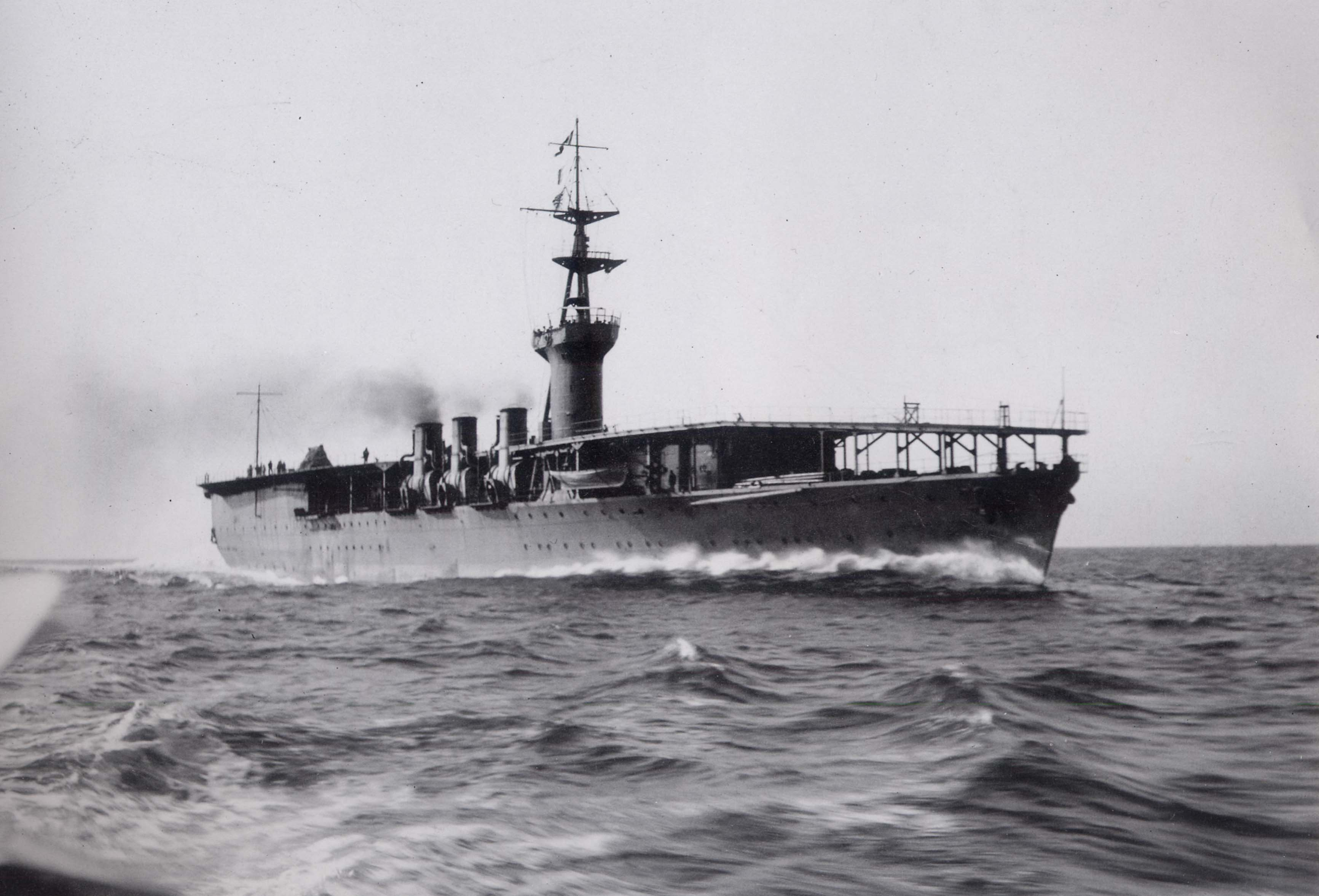
凤翔号航空母舰

“一航战”编成之初，包含了一定数量的旧式驱逐舰，主要负责营救起飞失败的舰载机飞行员，这也被称作“钓蜻蜓”。但是，太平洋上的广距作战让旧式驱逐舰很难进行伴随掩护作战，因此在偷袭珍珠港之前被尽数移除。之后多由续航能力优越的新型驱逐舰所组成的水雷战队来执行掩护机动部队、以及营救落水舰载机的任务。第三舰队的第10驱逐战队便是典型一例。
以第二次上海事变为开端，“一航战”同时也参加了日中战争。太平洋战争发端之际，第一航空战队由“赤城”号、“加贺”号以及第7驱逐队的3艘驱逐舰组成。彼时“一航战”的指挥官正是第一航空舰队的司令长官南云忠一中将。空袭珍珠港、腊包尔战役、空袭达尔文港、印度洋空袭、中途岛海战均有“一航战”参与。另需指出的是，“加贺”号并未参加印度洋空袭。
1942年（昭和17年）6月的中途岛海战中，“一航战”虽因“赤城”、“加贺”的沉没而解散，但在同年7月又以“翔鹤”号、“瑞鹤”号、“瑞凤”号三艘航母为中心得到重建。

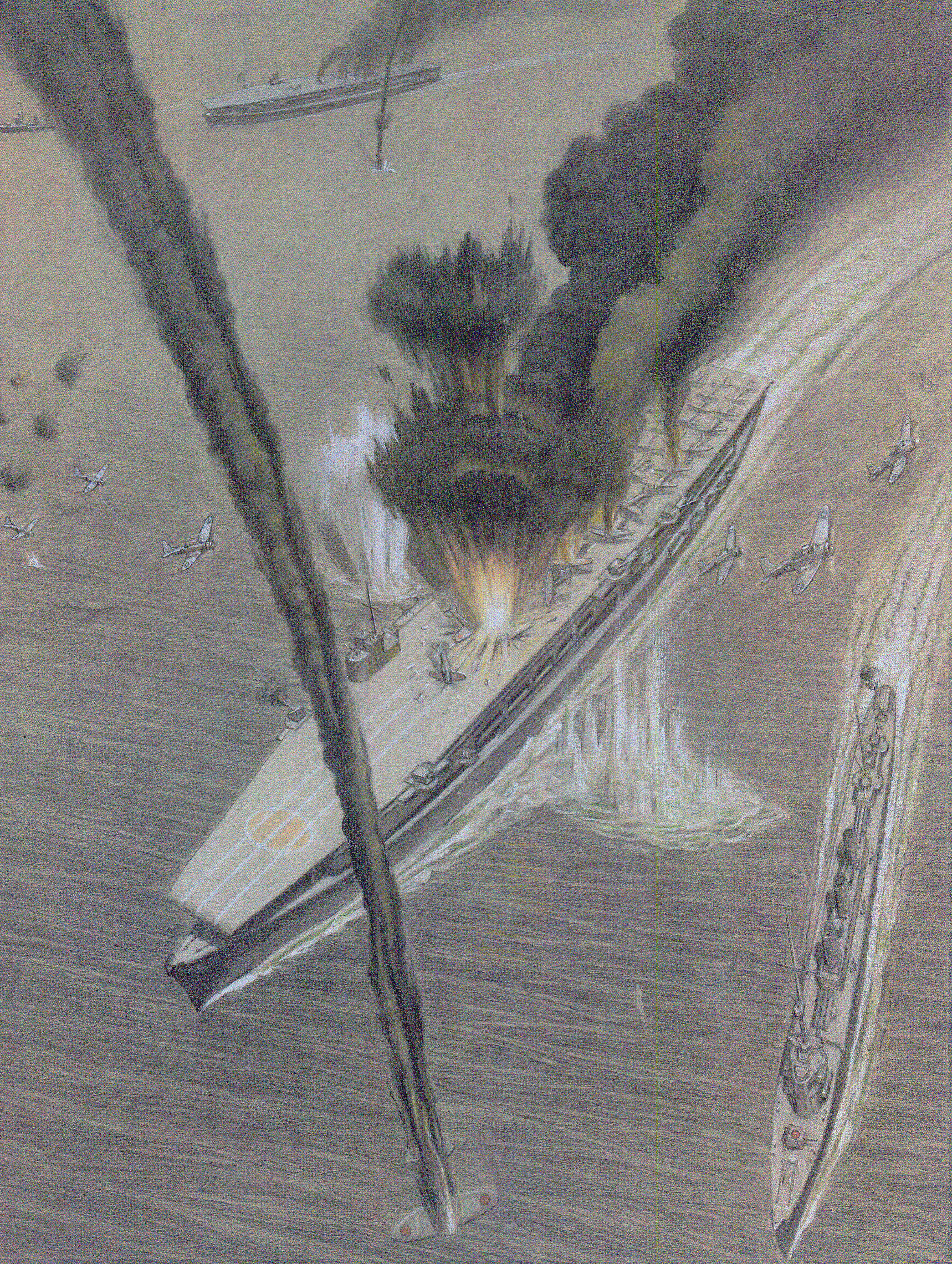
加贺号航空母舰被击沉的重现图

1943年（昭和18年）4月的伊号作战（日语：イ号作戦）、及11月的露号作战（ろ号作戦）中，虽然有舰载机的参加，但“一航战”在没有获得瞩目战果的同时却蒙受了相当程度的损伤，并且已经处于事实上的殆灭状态之中。其后的战力恢复并未顺利进行，且不论其训练状态，甚至连定员人数亦未达到满员状态。
1944年（昭和19年）3月，“大凤”号航空母舰建造完成后，编入第一航空战队。因此，“瑞凤”号被编入第三航空战队。
同年6月的马里亚纳海战中，“翔鹤”、“大凤”受到潜艇攻击沉没后，“一航战”再度解散。“瑞鹤”号被编入“三航战”，并成为诱敌部队（囮部队）的旗舰，参加了莱特湾海战。
1944年8月，凭借建造完成的“雲龍”、“天城”两艘航母，“一航战”再度编成。计划搭载的六〇一海军航空队经历了马里亚纳海战之后，正在处在重整再编的阶段，同时母舰自身亦处于训练状态之中，所以投入实战的日期被定在了1944年末。
但是，当年10月开始的台湾海战中，六〇一航空队经受了机体、资材、人员的抽出与消耗，加之母舰训练尚未完成。故“一航战”并未参加莱特湾海战，而是处于本土待机状态。
进入11月后，莱特湾海战后解体的“二航战”残存舰“隼鹰”号航母、“龙凤”号航母，以及新建下水的“葛城”号航母、“信浓”号航母一并被编入“一航战”序列中。但由于“信浓”号遭美军潜艇击沉；“隼鹰”、“龙凤”、“云龙”在遂行“南方输送任务”过程中，“隼鹰”遭美军潜艇重创、“云龙”则遭潜艇击沉。此后则由未参加输送任务的“天城”、“葛城”二舰，协同整编复训的六〇一航空队，继续在濑户内海执行训练任务。

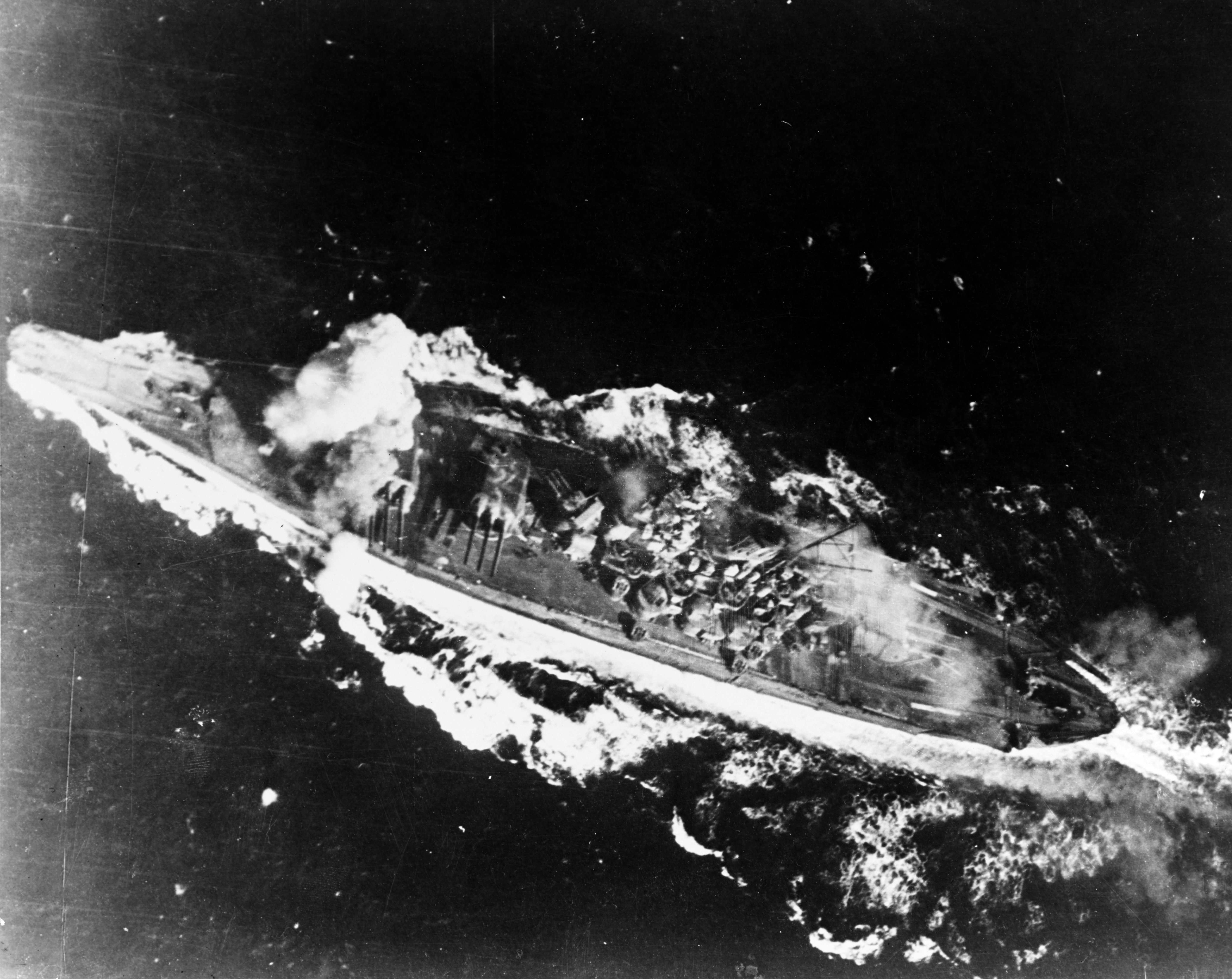
莱特湾海战中被击中一号炮塔的大和号战列舰

1945年（昭和20年）1月之后，“一航战”的训练仍在持续。2月，“大和”号战列舰虽编入“一航战”，但受困于航船燃料的短缺，“龙凤”、“天城”、“葛城”均被解除任务，停泊在吴军港周边。舰载六〇一航空队也被改变作基地航空队，终结了其作为空母部队的使命。随着“大和”号于同年4月7日沉没，“一航战”最终宣告解散。

## 编制
- 1928年（昭和3年）4月1日  新编  （第一舰队所属）
  - “赤城”、“凤翔”
  - 第6驱逐队：“梅”、“楠”
- 1928年（昭和3年）12月10日 解散
- 1929年（昭和4年）4月1日  再度编成  （第一舰队所属）
  - “赤城”、“凤翔”
  - 第4驱逐队：“羽风”、“岛风”、“秋风”、“滩风”
- 1931年(昭和6年)12月1日   水上机母舰编入时的编制    （第一舰队所属）
  - “加賀”、“能登吕”
  - 第2驱逐队：“峰风”、“泽风”、“矢风”、“冲风”
- 1937年（昭和12年）10月20日  支那方面舰队新编时编制  （支那方面舰队所属）
  - “龙骧”、“凤翔”
  - 第30驱逐队：“睦月”、“如月”、“弥生”、“望月”
- 1937年（昭和12年）12月1日　第一舰队复归时的编制  （第一舰队所属）
  - “加贺”
  - 第29驱逐队：“追风”、“疾风”
- 1940年（昭和15年）11月15日 第二舰队编入时的编制   （第二舰队所属）
  - “赤城”、“加賀”
  - 第3驱逐队：“汐风”、“夕风”、“帆风”
- 1941年（昭和16年）4月10日  第一航空舰队新编时编制  （第一航空舰队所属）
  - “赤城”、“加賀”
  - 第7驱逐队：“曙”、“潮”、“涟”
- 1942年（昭和17年）7月14日  中途岛海战后的编制    （第三舰队所属）
  - “翔鹤”、“瑞鹤”、“瑞凤”
- 1944年（昭和19年）4月1日   战时编制制度修改后的编制  （第三舰队所属）
  - “大凤”、“瑞鹤”、“翔鹤”
- 1944年（昭和19年）12月15日   第三舰队解散后的编制  （联合舰队直属）
  - “云龙”、“天城”、“隼鹰”、“葛城”、“龙凤”
- 1945年（昭和20年）4月20日  解散

## 历任指挥官
·高桥三吉 少将  1928年4月1日—
·枝原百合一 少将 1929年11月30日—
·加藤隆义 少将 1930年12月1日—
·及川古志郎 少将 1932年11月15日—
·山本五十六 少将 1933年10月3日—
·和田秀穗 少将 1934年6月1日—
·佐藤三郎 少将 1935年11月15日—
·高须四郎 少将 1936年12月1日—
·草鹿任一 少将 1937年12月1日—
·细萱戊子郎 少将 1938年4月25日—

·小泽治三郎 少将 1939年11月15日-　
·户塚道太郎 少将 1940年11月1日—
·河濑四郎 少将 1941年4月10日—

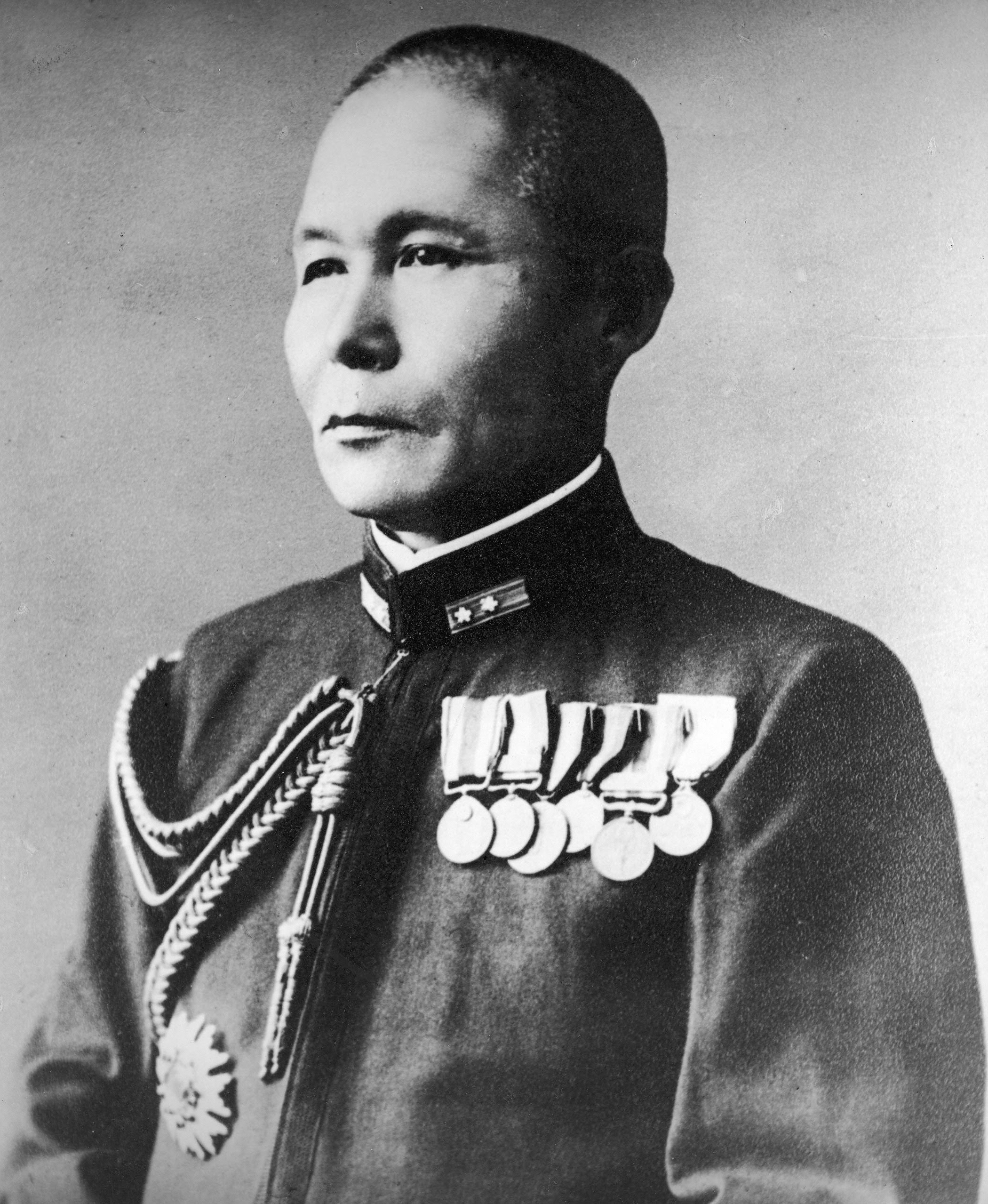
小泽治三郎

·第一航空舰队司令长官 南云忠一 中将 直接率领 1941年9月1日— 
·古村启郎 少将 1944年10月1日—
·大林末雄 少将 1944年12月10日—
·缺位 1945年2月11日—